# Juha Reini
Juha Reini (Kokkola, 19 maart 1975) is een voormalig profvoetballer uit Finland.

## Clubcarrière
Reini begon in eigen land bij KPV en speelde vervolgens voor Kokkola. In 1996 maakte hij zijn debuut voor VPS Vaasa, waar hij drie jaar speelde. Na 54 wedstrijden vertrok Reini naar België, alwaar hij voor Racing Genk speelde. Vier seizoenen speelde de Fin voor Racing, alwaar hij 66 wedstrijden speelde (twee doelpunten). In 2002 legde AZ hem vast. In de eerste twee seizoenen kwam Reini nog wel aan bod (13 en 18 wedstrijden), maar door blessures, vooral een chronische archillespeesblessure, speelde hij het gehele seizoen 2004/2005 niet.
Eind 2005 was Reini terug van zijn blessures. Aan het eind van het seizoen 2005/06 verliet hij AZ na in de laatste wedstrijd van de competitie zijn rentree gemaakt te hebben. Eind 2006 beëindigde hij zijn loopbaan na een productief seizoen bij KPV Kokkola op het tweede niveau in Finland. Daar is hij nu jeugdtrainer.

## Clubstatistieken
| Seizoen   | Club              | Competitie     | Duels | Goals |
| --------- | ----------------- | -------------- | ----- | ----- |
| 1993      | KPV Kokkola       | Ykkönen        | ?     | ?     |
| 1994      | KPV Kokkola       | Ykkönen        | ?     | ?     |
| 1995      | KPV Kokkola       | Ykkönen        | ?     | ?     |
| 1996      | Vaasan Palloseura | Veikkausliiga  | 23    | 0     |
| 1997      | Vaasan Palloseura | Veikkausliiga  | 24    | 0     |
| 1998      | Vaasan Palloseura | Veikkausliiga  | 7     | 0     |
| 1998–1999 | RC Genk           | Jupiler League | 26    | 0     |
| 1999–2000 | RC Genk           | Jupiler League | 17    | 2     |
| 2000–2001 | RC Genk           | Jupiler League | 13    | 0     |
| 2001–2002 | RC Genk           | Jupiler League | 10    | 0     |
| 2002–2003 | AZ Alkmaar        | Eredivisie     | 13    | 0     |
| 2003–2004 | AZ Alkmaar        | Eredivisie     | 18    | 1     |
| 2004–2005 | AZ Alkmaar        | Eredivisie     | 0     | 0     |
| 2005–2006 | AZ Alkmaar        | Eredivisie     | 1     | 0     |
| 2006      | KPV Kokkola       | Ykkönen        | 24    | 5     |
| Totaal    | Totaal            | Totaal         | 176   | 8     |

## Interlandcarrière
Reini kwam 23 keer uit voor het Fins voetbalelftal. Hij maakte zijn debuut op 6 september 1997 in de WK-kwalificatiewedstrijd tegen Zwitserland (1-2). Reini vormde in dat duel een verdediging met Kari Rissanen, Marko Tuomela en Jukka Koskinen.